# Mario Morales
Pour les articles homonymes, voir Morales.
Mario Morales est un acteur et producteur de cinéma espagnol. Il présente en 1974 Tanata qui est un des films présentés en compétition à Cannes.

## Filmographie
Comme acteur
- 1956 : Le Chanteur de Mexico, de Richard Pottier
- 1956 : Un traje blanco, de Rafael Gil
- 1956 : Embajadores en el infierno, de José María Forqué
- 1958 : ¡Viva lo imposible!, de Rafael Gil
- 1958 : Historias de Madrid, de Ramón Comas
- 1958 : Los clarines del miedo, d'Antonio Román
- 1959 : El día de los enamorados, de Fernando Palacios
- 1960 : ¿Dónde vas triste de ti?, d'Alfonso Balcázar
- 1960 : Salto a la gloria, de León Klimovsky
- 1960 : La rana verde, de José María Forn
- 1961 : Ella y los veteranos, de Ramón Torrado
- 1961 : Júrame, de José María Ochoa
- 1961 : Ave Maria (Pecado de amor), de Luis César Amadori
- 1961 : Alma aragonesa, de José María Ochoa
- 1963 : La boda, de Lucas Demare
- 1963 : ''Los conquistadores del Pacífico, de José María Elorrieta
- 1964 : Tengo 17 años, de José María Forqué
- 1965 : Le Justicier du Minnesota (Minnesota Clay), de Sergio Corbucci
- 1966 : Dos pistolas gemelas, de Rafael Romero Marchent
- 1967 : Aquí mando yo, de Rafael Romero Marchent
- 1967 : 40 grados a la sombra, de Mariano Ozores fils
- 1968 : Verde doncella, de Rafael Gil
- 1968 : ¡Cómo está el servicio!, de Mariano Ozores fils
- 1968 : Un par un... sans pitié (Uno a uno sin piedad) de Rafael Romero Marchent
- 1970 : Garringo, de Rafael Romero Marchent
- 1971 : Homicide parfait au terme de la loi (Un omicidio perfetto a termine di legge) de Tonino Ricci